# 环辛四烯二钾
环辛四烯二钾是一种有机钾化合物，化学式为K2C8H8，有时简写为K2COT。它是棕色固体，可用于合成环辛四烯配合物，如二(环辛四烯)铀（U(C8H8)2）。

## 制备及结构
环辛四烯二钾可由环辛四烯和金属钾反应得到：
2 K  +  C8H8   →    K2C8H8
反应经历多烯的双电子还原，伴随着颜色由无色变为棕色。
K2(diglyme)C8H8的结构通过单晶X射线衍射表征，二乙二醇二甲醚与钾离子配位，阴离子C8H8为平面结构，C-C键的平均键长为1.40 Å。